# ヤムカイダーオ
ヤムカイダーオ （タイ語: ยำไข่ดาว  、発音 [jām kʰàj dāːw] 、原義は「目玉焼きス辛味入りサラダ」）とは、揚げた鶏肉またはアヒルの卵を材料とするタイ料理である。 調理しやすい一品ではあるものの、普通レストランでは購入できない。健康に有用な栄養価の高い成分を簡単に摂取できる一品で、ビタミンB2（リボフラビン）をはじめ、ビタミンB12、ビタミンDなど多くのビタミンが含まれている。